# Natalja Smirnizkaja
Natalja Smirnizkaja, geboren als Natalja Djatlova, (8 september 1927 - 2004) is een Russische atlete, die gespecialiseerd was in het speerwerpen. Op deze discipline werd ze Europees kampioen en verbeterde tweemaal het wereldrecord.
In 1947 werd ze onder haar geboortenaam Natalja Djatlova tweede op de Sovjet kampioenschappen. Op het EK 1950 in Brussel won ze een gouden medaille bij het speerwerpen. Met 47,55 m versloeg ze de Oostenrijkse Herma Bauma (zilver; 43,87) en Russische Galina Zybina (brons; 42,75).

## Titels
- Europees kampioene speerwerpen - 1950

## Wereldrecords
| Oude speer (voor 1999) |            |        |
| 49,59                  | 25.07.1949 | Moskou |
| 53,41                  | 05.08.1949 | Moskou |

## Palmares

### Speerwerpen
- 1949:  World Student Games - 51,10 m
- 1950:  EK - 47,55 m
- 1951:  World Student Games - 41,89 m